# Alfa Romeo GT
Alfa Romeo GT je sportovní kupé, představené v roce 2003 na Ženevské Autoshow. Vůz vycházel z modelu 147 (proto má stejné modelové číslo 937), ze kterého dostal podvozkovou platformu a převážnou část interiéru. Vnější design byl velmi svébytný, čímž se na první pohled odlišoval od zmíněných modelů. První vozy se dostaly ke svým zákazníkům počátkem roku 2004. Vůz byl dostupný se třemi motory - turbodiesel 1.9 JTDm 150 nebo později 170 koní ,benzínový 2.0 JTS (Jet Thrust Stoichiometric) s přímým vstřikem benzinu 166 koní a též benzínový 1.8 TS (Twin Spark) 140 koní. Do roku 2007 byla k dispozici i verze s motorem 3.2 V6, ale po uzavření továrny v Arese se tyto motory přestaly vyrábět (nové V6 na bázi General Motors nejsou pro AR GT k dispozici). Alfa Romeo GT se vyráběla bez faceliftu a jen s malými změnami v roce 2007 od roku 2003 až do roku 2010. K dispozici byly tři úrovně výbavy: Selective, Progression a Distinctive. Další úrovní byla Distinctive Selespeed, která byla k dispozici pouze pro motorizaci 2.0 JTS.

## Interiér
Interiér je s drobnými změnami přejat z modelu Alfa Romeo 147. Vévodí mu šedostříbrná středová konzole s rádiem, CD/MP3 přehrávačem a dvouzónovou klimatizací. Dále má vůz bezrámové dveře, což jen dále podporuje jeho sportovní charakter.

## Motory
| Model    | Motor | Objem    | Výkon                        | Točivý moment     | Spotřeba (l/100 km) – město | Spotřeba (l/100 km) – mimo město | Spotřeba (l/100 km) – kombinovaná | Emise CO2 | Poznámky             |
| -------- | ----- | -------- | ---------------------------- | ----------------- | --------------------------- | -------------------------------- | --------------------------------- | --------- | -------------------- |
| 1.8 TS   | I4    | 1747 cm³ | 103 kW (140 koní) v 6500 ot. | 163 Nm v 3900 ot. | 12,1                        | 6,4                              | 8,5                               | 202 g/km  | od roku 2006         |
| 2.0 JTS  | I4    | 1970 cm³ | 121 kW (166 koní) v 6400 ot. | 206 Nm v 3250 ot. | 12,2                        | 6,7                              | 8,7                               | 207 g/km  |                      |
| 3.2 V6   | V6    | 3179 cm³ | 177 kW (240 koní) v 6200 ot. | 289 Nm v 4800 ot. | 18,6                        | 8,7                              | 12,4                              | 295 g/km  | Již není k dispozici |
| 1.9 JTDm | I4    | 1910 cm³ | 110 kW (150 koní) v 4000 ot. | 305 Nm v 2000 ot. | 8,5                         | 4,9                              | 6.2                               | 165 g/km  |                      |
| 1.9 JTDm | I4    | 1910 cm³ | 125 kW (170 koní) v 3750 ot. | 330 Nm v 2000 ot. | 8,7                         | 4,8                              | 6,2                               | 164 g/km  | od roku 2008         |